# Ksenia (botanika)

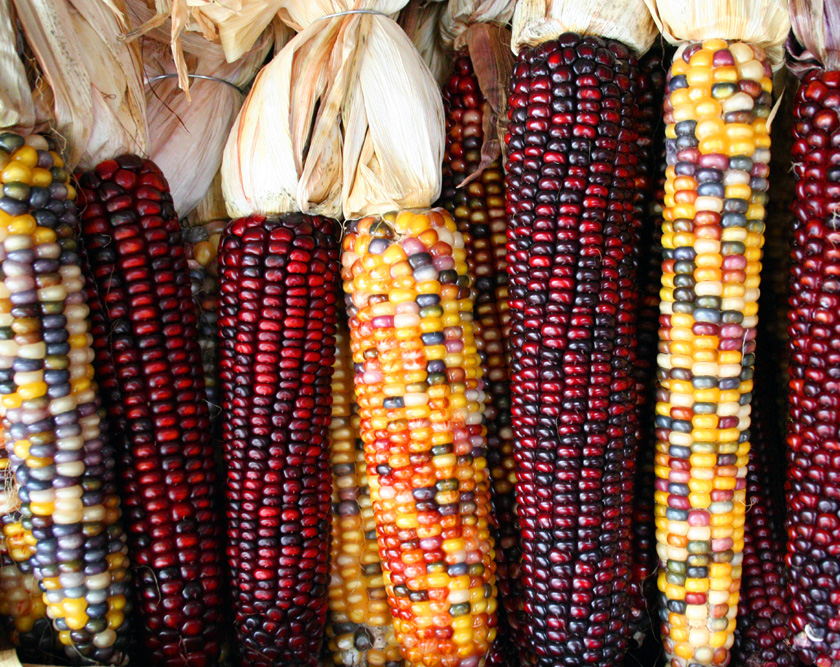
Ziarniaki kukurydzy mogą mieć różną barwę w zależności od genotypu pyłku

Ksenia (z gr. xenos - obcy, gość) – zjawisko ujawniania się genotypu rośliny ojcowskiej w tkankach nasion lub owoców. Występowanie cech będących wynikiem ekspresji genów zawartych w pyłku w tkankach, które pochodzą wyłącznie z rośliny matczynej określane jako metaksenia, zaś w tkankach, które powstają z połączenia gamet - gamoksenia.
Termin został wprowadzony przez Wilhelma Olbersa Focke w roku 1881. Początkowo rozważano także wpływ zarodka na bielmo, które uznawane było za tkankę pochodzącą z rośliny matczynej. Po odkryciu podwójnego zapłodnienia u okrytonasiennych, stało się jasne, że w tych komórkach obecne są geny pochodzące z pyłku. Poznanie podwójnego zapłodnienia nie pozwoliło jednak wyjaśnić wszystkich obserwowanych zjawisk związanych z ksenią. Wpływ zarodka na właściwości owoców jest prawdopodobnie związany z wydzielanymi hormonami, szczególnie auksyną. Dla pierwszych naukowców opisujących zjawisko techniki pozwalające potwierdzić taką hipotezę nie były dostępne.
Zjawisko znajduje zastosowanie w rolnictwie i ogrodnictwie, gdzie dobór rośliny z której pochodzi pyłek może zapewniać korzystny dla człowieka kształt i kolor owoców, wielkość komórek nasion, czas rozwoju i skład chemiczny oraz wpływać na ilość plonu.

## Efekt w nasionach
Ksenia może być wykorzystana do zwiększenia masy nasion oraz rozmiarów zarodka. W przypadku bawełny zjawisko może mieć korzystne efekty dla materiału siewnego oraz umożliwiać zwiększeni ilości oleju uzyskiwanego z nasion. W badaniach wykazano także wpływ ksenii na zawartość i skład oleju różnych odmian migdałów.

## Wykorzystanie w roślinach transgenicznych
Ze względu na pojawiające się w społeczeństwie obawy związane z konsekwencjami rozsiewania pyłku roślin modyfikowanych genetycznie rozważana jest możliwość uprawy modyfikowanych roślin męskosterylnych i wykorzystywanie do zapylania roślin niemodyfikowanych. Zjawisko ksenii może dać dodatkowe korzyści z takiego rozwiązania, umożliwiając zwiększenie plonów.